# Matelea nutisiana
Matelea nutisiana är en oleanderväxtart som beskrevs av G. Morillo. Matelea nutisiana ingår i släktet Matelea och familjen oleanderväxter. Inga underarter finns listade i Catalogue of Life.